# Exposition spécialisée de Turin 1955
L’Exposition internationale sur le sport (Esposizione Internazionale dello Sport di Torino del 1955) est une Exposition dite « Spécialisée » reconnue par le Bureau international des Expositions qui eut lieu du 25 mai au 19 juin 1955 à Turin, en  Italie, sur le thème du sport. Elle fut organisée sous l’égide du Comité olympique national italien (CONI)